# Provincia de Bahoruco
Baoruco es una de las 32 provincias de la República Dominicana situada en el suroeste del país; forma parte de la Región Enriquillo, junto a las provincias de Barahona, Independencia y Pedernales.
Limita al norte con la provincia San Juan, al noreste con Azua, sureste con Barahona y al sur y oeste con Independencia. La capital provincial es la ciudad de Neiba (o Neyba).
Fue creada en 1943; antes de su creación, el territorio era parte de la provincia Barahona. Se le dio el nombre de Baoruco, ya que el sur de la provincia era ocupado por la sierra de Baoruco; al crearse la provincia Independencia, la provincia Baoruco quedó alejada de la sierra de Baoruco pero conservó su nombre.

## División administrativa
La provincia Baoruco tiene una superficie total de 1284,9 km². Está dividida en seis municipios y diez distritos municipales.
Los municipios son:
- Neiba, municipio cabecera
- Galván
- Villa Jaragua
- Tamayo
- Los Ríos
- Aquel Lado

Los distritos municipales son:
- El Palmar
- El Salado
- Las Clavellinas
- Cabeza de Toro
- Mena
- Monserrat
- Santa Bárbara
- Santana
- Uvilla
- Las Cañitas

## Población
Según el censo poblacional de 2010, la población de la provincia era de 97 313 personas: 50 563 hombres y 46 750 mujeres. Su densidad de población es de 75,7 hab/km². De la población total, 69 360 (71.3 %) viven en áreas urbanas.

## Montañas
Toda la parte norte de la provincia está ocupada por la sierra de Neyba.

## Hidrología
El principal río es el Yaque del Sur, que sirve como límite occidental de la provincia. Los demás ríos son cortos e intermitentes. La parte norte del Lago Enriquillo forma parte de la provincia.

## Economía
La principal actividad es la agricultura, siendo los principales productos: plátanos en Tamayo, uva en Neiba, Jaragua y Los Ríos y el café en la sierra de Neyba.

## Turismo
El principal atractivo turístico actual de la provincia es el Lago Enriquillo. Las Marías, fuente de agua próxima a Neyba, en la carretera de Neiba hacia Galván, también en Descubierta podemos observar las caritas y las iguanas ,es frecuentada por los lugareños.

## Fechas destacables
- 1606: en el mismo año de la destrucción de los pueblos de la banda Norte de la isla, la villa de Neiba ya existía en el mismo lugar donde se encuentra ubicada.
- 1634: bucaneros y filibusteros atraídos por la gran cantidad de ganado vacuno y puercos salvajes, asediaron el territorio de Baoruco.
- 1795: cuando España cede a Francia la parte oriental de la isla mediante el Tratado de Basilea, Neiba pertenecía al partido de Azua.
- 1844: el 13 de marzo en el paraje la Fuente del Rodeo, se produjo un enfrentamiento entre dominicanos encabezados por Fernando Taveras y haitianos. Taveras fue herido de gravedad, siendo sustituido por Vicente Noble y Nicolás Mañón.
- 1908: en ese año la isla fue azotada por un ciclón, el río Yaque del Sur tuvo una crecida que inundó los terrenos de Hatico (Tamayo), y constituyó la mayor inundación en la historia de la zona.
- 1937: hasta ese año, Villa Jaragua llevaba el nombre de Barbacoa, hasta que fue bautizada con el nombre Trujillo Valdez, en honor al padre del dictador, luego se le cambió por el de Jaragua.
- 1942: el 10 de marzo mediante ley 229, se crea la provincia, pero fue inaugurada el día 18 quedando Neiba como su capital.